# スプライセオソーム
スプライセオソームまたはスプライソソーム（英: Spliceosome）はタンパク質とRNAの複合体で、転写されたmRNA前駆体からイントロンを取り除いて成熟RNAにする機能を持つ。この過程はPre-mRNA スプライシングと呼ばれる。
それぞれのスプライセオソームは、5つの核内低分子リボ核タンパク質（snRNP）といくつかのタンパク質因子から構成されている。
スプライセオソームを構成するsnRNPはU1、U2、U4、U5、U6と名づけられ、RNA-RNA間相互作用やRNA-タンパク質間相互作用に関係している。snRNPのRNA部分はウリジンに富んでいる。
mRNA前駆体はスプライセオソームに認識され、再配列を起こさせる特異的な配列を持っている。これは、5'末端スプライス部位、分岐点配列（BPS）、ポリピリミジン領域、3'末端スプライス部位からなっている。スプライセオソームはイントロンの除去を触媒し、エクソン同士を連結させる。
イントロンは、5'末端側にGTの配列、3'末端側にAGの配列を持つ場合が多い。3'末端側には他に様々な長さのポリピリミジンもあり、3'末端やBPSに補因子を引き寄せる働きをしている。BPSには、スプライシングの初期段階に必要になる保存されたアデノシン残基がある。

## 選択的スプライシング
選択的スプライシングは真核生物にとって遺伝的多様性を高めるための重要な手段である。このようにしてできたスプライシングバリアントは、ヒトゲノムの中の遺伝子がタンパク質数と比べて少ないことを説明できる。長年の間ヒトには10万個ほどの遺伝子があると見積もられてきたが、ヒトゲノム計画によって実際には2万個程度の遺伝子しかないことが明らかとなっている。1つの遺伝子が3万8000通りもの異なるmRNAにスプライシングされることがあると言われている。